# Кадеро (Варезе)
Кадеро је насеље у Италији у округу Варезе, региону Ломбардија.
Према процени из 2011. у насељу је живело 77 становника. Насеље се налази на надморској висини од 614 м.